# Муки Святого Антонія (Мікеланджело)
«Му́ки Свято́го Анто́нія» (італ. Tormento di sant'Antonio; також — «Споку́са Свято́го Анто́нія», «Споку́шення Свято́го Анто́нія») — вважається першою картиною італійського скульптора і художника Мікеланджело Буонарроті, хоча його авторство досі є спірним. Картина — копія гравюри Мартіна Шонгауера, намальована близько 1487 —1488 рр., коли Мікеланджело виповнилося 12 або 13 років. Присвячені Святому Антонію - засновнику християнського чернецтва.

## Опис

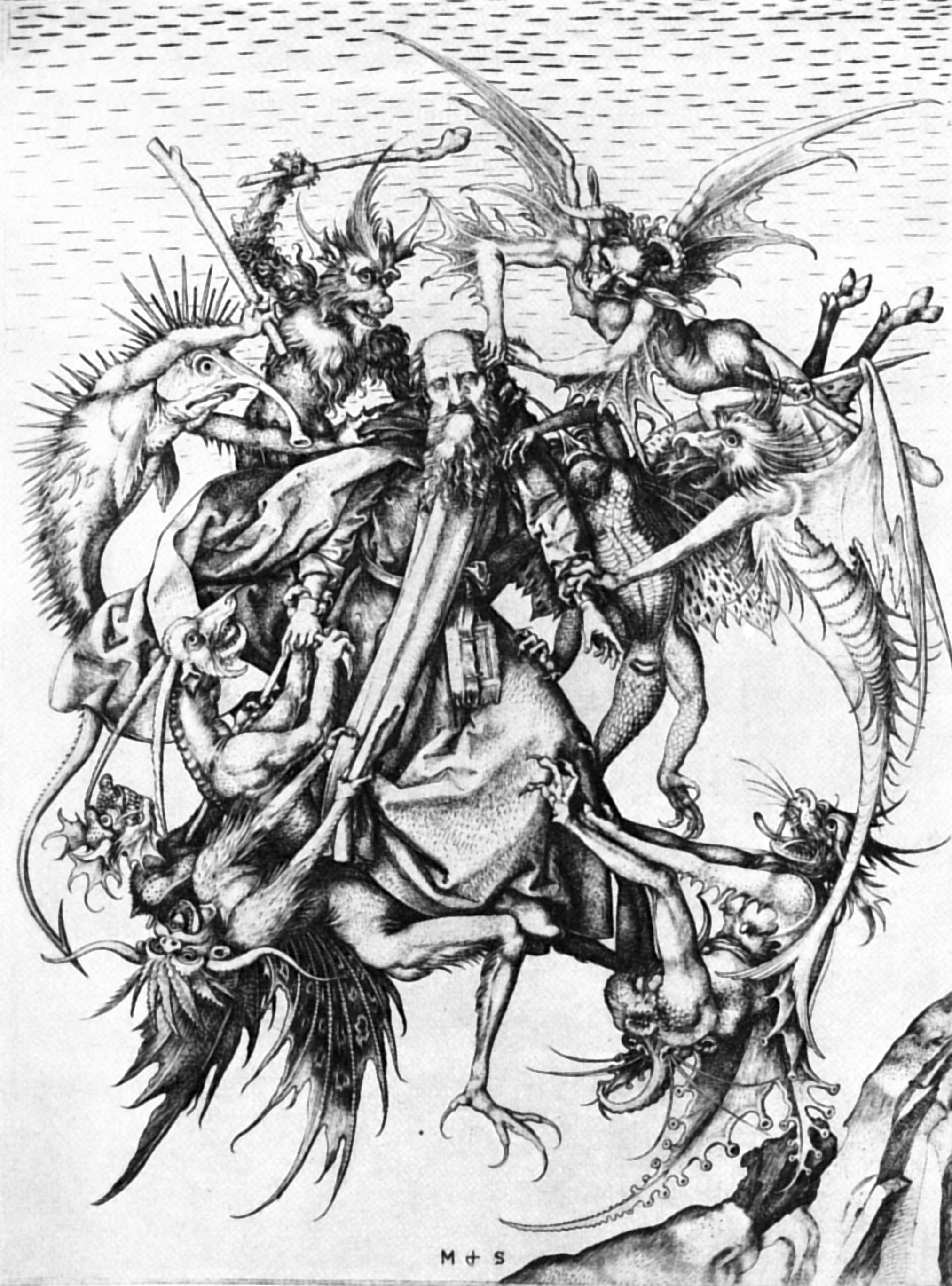
Муки (страсті) Святого Антонія, Мартін Шогауер, до 1491

Картина зображає сцену спокуси чи випробовувань Святого Антонія. Цей сюжет був досить поширеним у живописі епохи Середньовіччя та період раннього Відродження. Серед найвідоміших творів можна назвати картину Фра Анджеліко «Спокуса Святого Антонія золотом» (бл. 1436), гравюру Мартина Шонгауера «Муки Святого Антонія» (бл. 1470 —1475) тощо.
Святий Антоній зображений у повітрі — демони наче розривають його, тягнуть врізнобіч. За свідченнями Джорджо Вазарі, Мікеланджело, «щоб відтворити деякі вибагливі форми дияволів, (…) накупив собі риб з лускою чудових кольорів». На картині луска є в однієї істоти у верхньому лівому куті, а у творі Шонгауера її нема.
Також Мікеланджело додав пейзаж і змінив вираз обличчя Святого Антонія.

## Авторство
Вважалося, що ця рання робота митця є втраченою. Картина Муки Святого Антонія приписувалася Доменіко Ґірландайо, у майстерні якого деякий час був Мікеланджело. Саме як твір Ґірландайо її було продано у липні 2008 року на аукціоні «Сотбі» за 2 млн доларів. Після цього картина потрапила до музею Метрополітен, де її реставрували. Одним із доказів можливого авторства Мікеланджело є згадка обох біографів скульптора — Вазарі та Кондіві — про такий твір. Після реставрації було відновлено первинні кольори, гама яких, на думку дослідників, притаманна саме Мікеланджело. Невдовзі її придбав музей Кімбелл за суму близько 6 млн доларів, хоча точної цифри названо не було.

## Дивись також
Антоній Великий

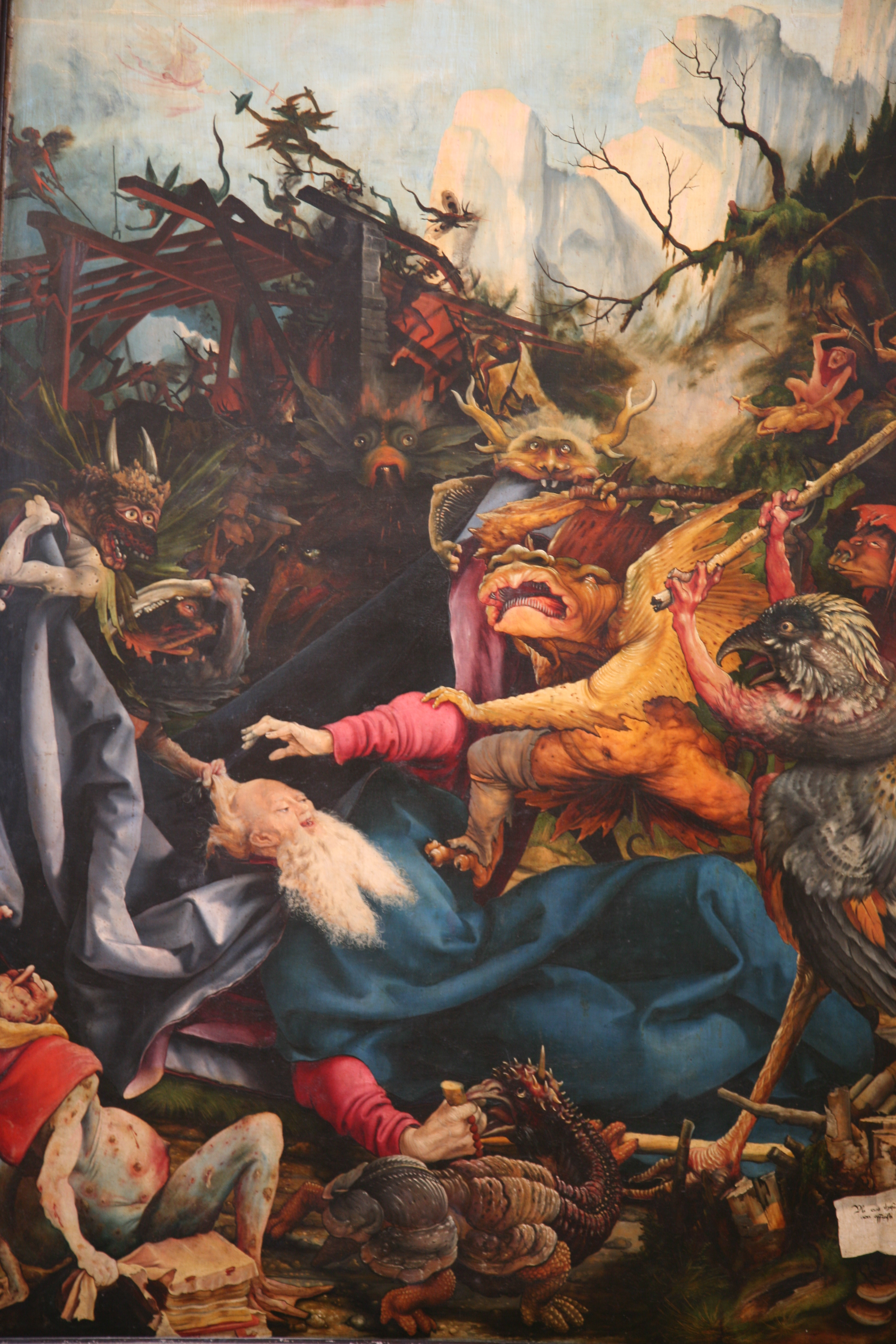
Фрагмент сцени Страсті святого Антонія, правого крила третьої розгортки Ізенгеймського вівтаря, 1512–1516

Спокуси святого Антонія (Босх), (Сальвондо), (Далі)

## Виноски
1. 1 2 3 4  Carol Vogel (12 травня 2009). By the Hand of a Very Young Master?. Архів оригіналу за 6 серпня 2012. Процитовано 20 лютого 2012.
2. ↑  Earliest Known Painting by Michelangelo Acquired By the Kimbell Art Museum. 13 травня 2009. Архів оригіналу за 4 березня 2012. Процитовано 20 лютого 2012.
3. ↑  Олександр Білецький. Перекладна література візантійсько-болгарського походження. Архів оригіналу за 21 липня 2013. Процитовано 26 лютого 2012.
4. ↑  Вазарі, с. 301
5. ↑  Эрпель Фриц, Микельанджело, с. 13
6. ↑  Old Master Paintings Evening Sale, lot 69, "The Temptation of Saint Anthony", workshop of Domenico Ghirlandaio, Florence 1448/49-1494. 9 липня 2008. Архів оригіналу за 21 липня 2013. Процитовано 26 лютого 2012.
7. 1 2  Ярослава Даніс, Яна Слесарчук (16 червня 2009). Край бурхливим суперечкам. «Спокушення святого Антонія» таки пензля Мікеланджело. Архів оригіналу за 21 липня 2013. Процитовано 26 лютого 2012.